# Andouillé
Andouillé település Franciaországban, Mayenne megyében. Lakosainak száma 2324 fő (2022. január 1.). Andouillé Saint-Germain-le-Guillaume, Saint-Germain-d’Anxure, Sacé, Montflours, Saint-Jean-sur-Mayenne, Saint-Germain-le-Fouilloux, Saint-Ouën-des-Toits, La Baconnière, Chailland és La Bigottière községekkel határos.

## Népesség
A település népességének változása:
| Lakosok száma | 1691 | 1822 | 1926 | 2310 | 2256 | 2272 | 2300 | 2319 | 2321 | 2324 |
|               | 1968 | 1982 | 1990 | 2006 | 2013 | 2015 | 2017 | 2019 | 2020 | 2022 |